# La dama de Troya
La dama de Troya é uma telenovela colombiana produzida por Fox Telecolombia e exibida pela RCN Televisión entre 15 de abril de 2008 e 4 de março de 2009.
Foi protagonizada por Cristina Umaña e Andrés Juan e antagonizada por Rolando Tarajano, Valentina Acosta, Roberto Cano, Marcela Agudelo, Rodolfo Valdés e Ronald Ayazo.

## Sinopse
Após vários anos escondida em uma fazenda, Patricia Cruz retorna à cidade determinada a enfrentar o frigorifico Puerto Dorado e as consequências que isso advém. Entre essas pessoas está escondido o homem que a estuprou, matou seu marido e depois atirou nela, acreditando que ela estava morta. 
Patricia agora é uma cowgirl durona, capaz de subjugar um novilho sozinha e montar um cavalo com habilidade extraordinária. Se foi a jovem ingênua que veio à cidade dois anos antes para se casar com Humberto, um humilde camponês que cometeu apenas um erro: opor-se à vontade de Antonio De La Torre, o maior fazendeiro da região; bilionário, dono da Hacienda La Dorada, e dono e senhor de Puerto Dorado. Antonio acusou com sangue o delito de Humberto, o único camponês que não quis lhe vender suas terras para construir um frigorífico moderno. Na mesma noite de núpcias, quando Patricia e Humberto iam consumar seu casamento, Antonio chegou com seus homens encapuzados. Pressionaram Humberto a assinar a escritura, mas antes da recusa, o próprio Antônio estuprou Patrícia, que não via seu rosto pelo capuz, mas viu um pingente em forma de cavalo de xadrez pendurado no pescoço de seu estuprador. Então Antonio atirou em Humberto e Patricia e ordenou que seus corpos fossem jogados no rio. Patricia foi resgatada por Pierre, a francesa dona de um bar popular à beira do rio, que a curou e salvou com a ajuda da amiga Jacinta. 
Mal recuperada e movida pelo desejo de vingança, Patricia voltou a suas terras para descobrir quem havia cometido tamanha atrocidade. Mas Antonio já havia manipulado o Tabelião Público e outras autoridades, e havia muito pouco que Patrícia conseguiu descobrir. Sem família e sem ter para onde ir, Patrícia é acolhida pela Jacinta na sua estância. Pierre sugere que ela fique escondida para que os assassinos não a vejam e queiram terminar seu trabalho. 
Patricia começa seu treinamento na luta do trabalho com ajuda de seus novos amigos e assim se tornará a grande cowgirl e cavaleira que é agora. Embora por fora tenha mudado muito, por dentro continua a cultivar a ideia de vingança, que reitera todas as noites em frente ao túmulo de seu falecido marido. O que Patricia não imagina é que o destino reservou para ela uma jogada incrível, justamente no dia em que ela voltará à cidade para mostrar o rosto. 
Em meio a competições de coleus e corridas de cavalos, ela conhece Sebastián, um jovem impetuoso e competitivo, que acaba de chegar da capital depois de estudar economia. A atração física é mútua. Mas ao mesmo tempo, seus temperamentos fortes colidem e um relacionamento conflituoso e desafiador começa: uma Patricia relutante e temerosa dos homens e do amor e um Sebastian competitivo encantado com a beleza e o ímpeto guerreiro daquela mulher. Tão diferente de Nena, sua noiva, com quem ele planeja se casar em algumas semanas. Nem suspeita que esta relação nascente incorpora a origem de todos os seus males, mas tudo ficará fora de controle uma vez que a verdade seja revelada porque suas verdades serão manipuladas por Antonio fazendo-a parecer o bandido. Isso levará Sebastian a pedir o divórcio e ela aceita, mas esta não será a única consequência de ter desmascarado o malvado António Bom. Ele começa a atacar onde mais dói a Patricia e esse é o seu povo porque ela manda matar a Jacinta, ameaça acabar com todos se a Patricia não se retirar totalmente da vida dela família. Mas os males de Antonio vão se tornando evidentes aos poucos e seu filho será quem vai perceber ... Será que Patricia e Sebastián irão vencer os fantasmas do passado que não os deixam ser felizes? 

## Elenco
- Cristina Umaña - Patricia Cruz
- Andrés Juan - Sebastián de la Torre
- Rolando Tarajano - Alejandro de la Torre
- Myriam de Lourdes - Esther De la Torre
- Valentina Acosta - Jimena "Nena" Fontalvo
- Mauricio Figueroa - Fabián Fontalvo
- Marcela Agudelo - Susana De Fontalvo
- Adriana Ricardo - Jacinta Páez
- Angeline Moncayo - Melinda
- Roberto Cano - Martín
- Jorge Cárdenas - Alcaraván
- Yuri Vargas - Silvia
- Claude Pimont - Pierre Le Grand
- María Fernanda Martínez - Miranda
- Carolina Sabino - Julieta
- Estefanía Godoy - Ausencia
- Ronald Ayazo - Gabino Enciso
- Rodolfo Valdés - Simón Enciso
- Bárbara Perea - Soraya Grisales
- Nicole Santamaria - Betsy Grisales
- Gerardo de Francisco - Ramón Pardo
- Pedro Falla - Daneil Pardo
- Martha Silva - Yolanda del Pardo
- Jacqueline Aristizábal - Camila
- Lina Angarita - Mariana Rodríguez
- José Narváez - Esteban Camargo
- Jairo Ordóñez - Centella
- Evelyn Santos - Karina
- Liliana Lozano - Carmentea
- Catalina Londoño - Amelli
- Yesenia Valencia - Diana
- Daniel Rocha - Roque Restrepo

## Outras Versões
- La desalmada - Telenovela mexicana produzida por José Alberto Castro e protagonizada por Livia Brito e José Ron[3].